# ماركوس بود
ماركوس بود (بالسويدية: Marcus Pode)‏ (27 مارس 1986 بمالمو في السويد - ) هو لاعب كرة قدم سويدي في مركز الوسط. شارك مع منتخب السويد تحت 19 سنة لكرة القدم ومنتخب السويد تحت 21 سنة لكرة القدم. أما مع النوادي، فقد لعب مع نادي أوربرو ونادي مالمو ونادي نوردشيلاند وMjällby AIF ‏ ونادي تريليبورج ‏.

## روابط خارجية
- ماركوس بود على موقع اتحاد السويد (السويدية)
- ماركوس بود على موقع قاعدة بيانات كرة القدم.إي يو (الإنجليزية)
- ماركوس بود على موقع Soccerway.com (الإنجليزية)
- ماركوس بود على موقع عالم كرة القدم.نت (الإنجليزية)